# 福島県文学賞
福島県文学賞（ふくしまけんぶんがくしょう）は、日本の文学賞。福島県の文学振興および文化の進展を図ることを目的として1948年に創設された。地方文学賞としては日本において最も長い歴史を持つものの一つである。

## 概要
福島県と福島民報社が主催している。応募資格は、応募時点で福島県在住または県内の学校・事業所に在籍・勤務する者。ただし東日本大震災以降は県外避難をしている学生・生徒も対象に入れている。
部門は「小説・ドラマ」「エッセー・ノンフィクション」「詩」「短歌」「俳句」の5種があり、それぞれにおいて一般の部と青少年の部が設けられている。
複数の部門に応募することができる。一般の部では文学賞、準賞、奨励賞が設けられている一方、青少年の部は青少年奨励賞のみである。中学生以上で締切日現在20日未満のものが青少年の部の対象であるが、青少年が一般の部に応募することも可能である。
受賞作品は毎年発行される『県文学集』にまとめられ、県内各書店で販売される。賞の途中から文学集が刊行され始めたため、賞の回数と文学集の回数は一致しない。

## 著名な受賞者
- 三谷晃一（詩人） - 詩部門にて1956年に文学賞を受賞。
- 若松丈太郎（詩人） - 詩部門にて1961年に文学賞を受賞。
- 竹内智恵子（詩人） - 詩部門にて1976年に文学賞を受賞。
- 吉岡棟一（小説家） - 小説部門にて1979年に文学賞を受賞。
- 齋藤貢（詩人） - 詩部門にて1987年に文学賞を受賞。
- 本田一弘（歌人） - 短歌部門にて1992年に準賞、1994年に文学賞を受賞。
- 和合亮一（詩人） - 詩部門にて1991年に奨励賞、1992年に準賞、1993年に文学賞を受賞。
- 三原由起子 - 詩部門にて1995年に青少年奨励賞を受賞。
- 吉田隼人 - 短歌部門にて2006年に青少年奨励賞を受賞。
- 井上法子 - 短歌部門にて2008年に青少年奨励賞を受賞、詩部門にて2012年に奨励賞を受賞。